# 보지다르 안드레에프
보지다르 디미트로프 안드레에프(태국어: Божидар Димитров Андреев, 1997년 1월 17일~)는 불가리아의 역도 선수이다. 2024년 하계 올림픽 남자 라이트급 동메달을 획득했으며 세계 선수권 대회에서 동메달 1개(2019)를 획득했다.